# Svartån (Hjälmaren)
Der Svartån (schwedisch für „schwarzer Fluss“) ist ein Fluss in der schwedischen Provinz Närke. Mit rund 100 km ist er der zweitgrößte Fluss dieses Namens.
Der Svartån entsteht als Abfluss des Ölen und fließt in südlicher Richtung unter anderem durch den Toften. Hier nimmt der Svartån das Wasser des Nationalparks Tiveden auf und fließt weiter in nordöstlicher Richtung durch den See Teen. In Örebro schließt sich der Örebro-Kanal an, der dann in den Hjälmaren mündet.